# Fissurellidea bimaculata
Fissurellidea bimaculata är en snäckart som beskrevs av Dall 1871. Fissurellidea bimaculata ingår i släktet Fissurellidea och familjen nyckelhålssnäckor. Inga underarter finns listade i Catalogue of Life.